# Vlnařská tkanina
Vlnařská tkanina (angl.: wooly clothing, něm.: wollartiges Gewebe) je souhrnný pojem pro výrobky s charakterem a vzhledem vlněné tkaniny. 

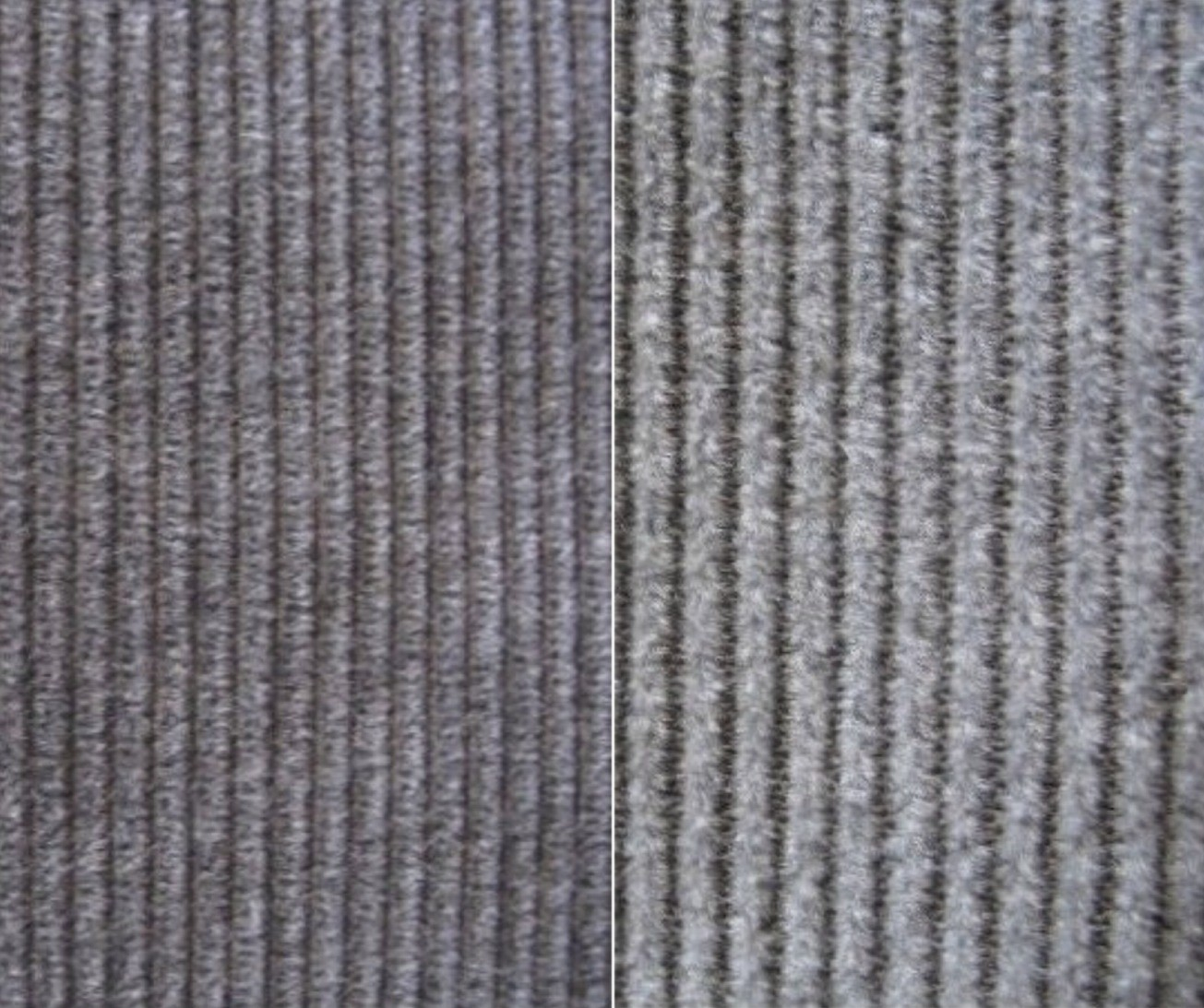
Bavlnářský (vlevo) a vlnařský manšestr (vpravo)

Příze na vlnařské tkaniny jsou z ovčí vlny, ze směsi vlny se staplovými živočišnými a/nebo umělými vlákny, příp. s textilními odpady a nebo ze směsi umělovlákenných stříží. Příze se vyrábí jako mykané, česané nebo poločesané a k použití na osnovu se naprostá většina přízí ská.
Tkaniny jsou zhotoveny v nejrůznějších vazbách a pokud nejsou z barevné příze, bělí se nebo barví v kuse. Druh finální úpravy tkanin je závislý na předpokládaném použití – např. plstění, dekatování, hydrofobní nebo neplstivé úpravy aj.
K typickým vlastnostem vlnařských tkanin např. patří dobré izolační schopnosti, odolnost proti pomačkání, zpravidla příjemný omak
K nejznámějším obchodním označením vlnařských tkanin patří:
buklé, cibelín, flanel, flauš, fresko, gabardén, hubertus, koverkot, kord, listr, manšestr, melton, mušelín, otoman, šantung, serž, ševiot, tvíd, žoržet.
(Bavlnářská tkanina na levé straně snímku je ze směsové příze PES/CO a vpravo je manšestr z 96% vlny, 2% polyamidu a 2 % elastanu).
Označení „vlnařská tkanina“ se používá k rozlišení od ostatních druhů textilií (bavlněných, lněných atd.) především v učebních textech a v odborných příručkách. V praxi bylo asi do konce 20. století známé rozdělení druhů tkanin tímto způsobem také v úřední statistice výroby,  později byl však přívlastek „vlnařská“ nahrazen výrazem „tkaniny z vlněné příze včetně směsových„.
V jiných jazycích se výraz „vlnařská tkanina“ vyskytuje jen ojediněle.